# Beata Ziętek-Czerwońska
Beata Ziętek-Czerwońska (ur. 17 czerwca 1968 w Gorzowie Wielkopolskim) – polska szachistka.

## Kariera szachowa
W drugiej połowie lat 80. należała do ścisłej czołówki polskich juniorek. Wielokrotnie startowała w finałach mistrzostw Polski w różnych kategoriach wiekowych, dwukrotnie zdobywając medale, w latach 1986 (Miętne – brązowy) oraz 1987 (Miętne – złoty), oba w kategorii do 19 lat. W 1990 r. jedyny raz w karierze zakwalifikowała się do finału indywidualnych mistrzostw Polski, zajmując w Koninie XI miejsce. W 1993 r. w Lubniewicach zdobyła brązowy medal drużynowych mistrzostw Polski (w barwach klubu "Miedź" Legnica), natomiast w 1994 r. w Głogowie – brązowy medal drużynowych mistrzostw Polski w szachach błyskawicznych (w barwach klubu "Stilon" Gorzów Wielkopolski).
Najwyższy ranking w karierze osiągnęła 1 stycznia 1991 r., z wynikiem 2165 punktów zajmowała wówczas 11. miejsce wśród polskich szachistek. Od 1999 r. nie uczestniczy w turniejach klasyfikowanych przez Międzynarodową Federację Szachową.

## Życie prywatne
Mężem Beaty Ziętek-Czerwońska od 1989 do 2006 był mistrz międzynarodowy Aleksander Czerwoński.